# Cellebrite
Cellebrite DI é uma empresa israelense que fabrica dispositivos de extração, transferência e análise de dados para telefones celulares e dispositivos móveis. A empresa é uma subsidiária da Sun Corporation, do Japão.

## Produtos

### Produtos de forense de dispositivos móveis
Em 2007, a Cellebrite anunciou uma linha de produtos denominada 'Universal Forensic Extraction Device' (UFED), em português 'Dispositivo Universal de Extração Forense', destinada ao setor de forense e investigação digital. O sistema UFED é um dispositivo portátil com software desktop, cabos de dados, adaptadores e outros periféricos opcionais. Além disso, o UFED possui um leitor SIM (Subscriber Identity Module).
Ao contrário de sua contraparte comercial, a UME, o sistema UFED é vendido apenas para organizações governamentais e corporativas, aprovadas. Também, diferentemente do UME, o UFED extrai os dados do dispositivo móvel diretamente em um cartão SD ou unidade flash USB. Outra grande diferença do UME é a capacidade do UFED de quebrar códigos, decifrar informações criptografadas e adquirir dados ocultos e excluídos.
O UFED foi nomeado de a "Ferramenta de Hardware Forense de Telefone do Ano", por quatro anos consecutivos, no Forensic 4cast Awards.
A Cellebrite afirma que o UFED tem a capacidade de extrair dados de quase 8.200 dispositivos, desde junho de 2012. Isso inclui smartphones, dispositivos PDA, telefones celulares, dispositivos GPS e computadores tablet. O UFED pode extrair, descriptografar, traduzir e analisar contatos da agenda telefônica, todos os tipos de conteúdo multimídia, mensagens SMS e MMS, registros de chamadas, números de série eletrônicos (ESN), Identidade Internacional de Equipamentos Móveis (IMEI) e informações de localização do SIM, tanto de memória não-volátil quanto de armazenamento volátil. O UFED suporta todos os protocolos celulares, incluindo CDMA, GSM, IDEN e TDMA, e também pode interagir com sistemas de arquivos de diferentes sistemas operacionais, como iOS, Android, BlackBerry, Symbian, Windows Mobile e Palm, além de sistemas operacionais de telefones celulares herdados e com recursos.
O UFED permite a recuperação de dados do sujeito via extração lógica ("o que você vê é o que você obtém"), de sistema de arquivos (por exemplo, diretórios e arquivos) ou extrações físicas (por exemplo: hex dump, uma cópia bit a bit de um todo o armazenamento do dispositivo móvel). A extração física permite recuperar informações excluídas, decifrar dados criptografados e adquirir informações de aplicativos móveis protegidos por senha, como Facebook, Skype, WhatsApp e senhas salvas no navegador. A funcionalidade de extração física do UFED também pode superar os bloqueios de senha dos dispositivos, bem como os números de PIN do SIM.

## Cellebrite em Investigações
Em março de 2021, a Polícia Civil do Estado do Rio de Janeiro utilizou dispositivos da Cellebrite para extrair mensagens apagadas do WhatsApp no caso da morte do menino Henry Borel. As evidências obtidas foram consideradas essenciais para a investigação que levou à prisão dos suspeitos. Além disso, o uso de Produtos Cellebrite já foi frequente também em várias outras investigações no Brasil, como nos casos do assassinato da vereadora Marielle Franco e na Operação Lava Jato, tanto como na Investigação do Caso do Assassinato da Jovem Vitória Regina de Souza, encontrada morta em 5 de março de 2025 em Área de Mato no Município de Cajamar, São Paulo.